# Jöriseen
Die Jöriseen (zum Personennamen Jöri für ‚Georg‘) sind eine Gruppe von Bergseen östlich von Davos und nördlich des Flüelapasses im Kanton Graubünden in den schweizerischen Alpen. Der grösste See befindet sich auf einer Höhe von 2489 m ü. M. Die Jöriseen sind im Sommer ein beliebtes Wanderziel.

## Lage und Umgebung
Die Bergseen am Ende des Jöritals gehören zur Gebirgsgruppe der Silvretta und befinden sich auf dem Gemeindegebiet von Klosters (1205 m). Im Süden werden sie vom Flüela Wisshorn (3085 m), im Osten vom Muttelhorn (2825 m) und im Nordwesten vom Jörihorn (2844 m) sowie vom Isentällispitz (auch Gorihorn) (2985 m) eingefasst. Der Zugang erfolgt über die Jöriflüelafurgga (2722 m) im Nordwesten, die Winterlücke (2785 m) im Südwesten, den Jöriflesspass (2558 m) im Südosten oder das Jörital im Norden.
Mit Wasser gespeist werden die Jöriseen unter anderem vom Jörigletscher, welcher auf der Nordflanke des Flüela Wisshorns liegt. Aus dem grössten See fliesst der Jöribach nordwärts durch das Jörital Richtung Klosters.
Talorte sind Davos, Klosters und Susch. Häufige Ausgangspunkte sind Wägerhütta (2206 m) an der Flüelapassstrasse oder das Berghaus Vereina (1942 m).

## Beliebte Rundtour
Die Jöriseen gehören nicht nur für die lokale Tourismusorganisation Davos Klosters zu den Top-Attraktionen während den Sommermonaten. Auch Schweiz Tourismus beschreibt die Wanderung als «sehr empfehlenswert». Am häufigsten wird die Rundtour mit Start und Ziel bei der Postauto-Haltestelle Wägerhus/Abzw. Jöriseen an der Flüelapassstrasse beworben.
Die 11 km lange Rundwanderung dauert zirka fünf Stunden und ist eher für geübte Wanderer geeignet. Von der Haltestelle aus führt der Weg in nordöstliche Richtung bis zur Winterlücke. Danach folgt der Abstieg entlang des linken Gletscherrandes zu den Jöriseen. Der Rückweg führt hinauf zur Jöriflüelafurgga und von dort aus talwärts zum Wägerhus. Der Rundgang kann auch umgekehrt in Angriff genommen werden.

## Zugang

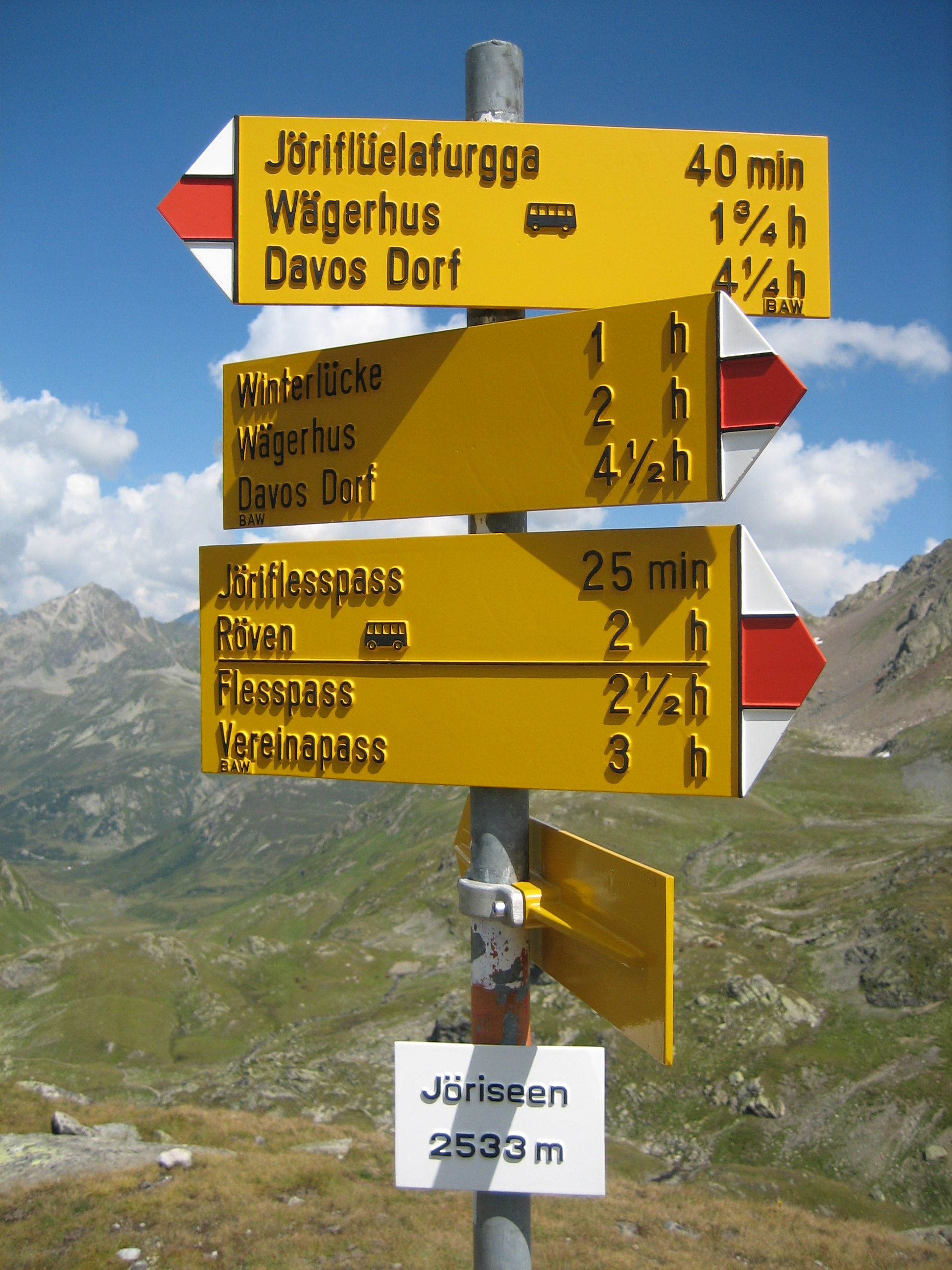
Wegweiser bei den Jöriseen

### Sommerrouten

#### Via Jöriflüelafurgga
- Ausgangspunkt: Wägerhütta (2206 m) an der Flüelapassstrasse (Postauto-Haltestelle Wägerhus/Abzw. Jöriseen)
- Route: Über die Jöriflüelafurgga (2722 m)
- Als Wanderweg weiss-rot-weiss markiert
- Zeitaufwand: 2¼ Stunden

#### Via Winterlücke
- Ausgangspunkt: Wägerhütta (2206 m) an der Flüelapassstrasse (Postauto-Haltestelle Wägerhus/Abzw. Jöriseen)
- Route: Über die Winterlücke (2785 m)
- Als Wanderweg weiss-rot-weiss markiert
- Zeitaufwand: 2½ Stunden
- Bemerkung: Zugang via Winterlücke wegen Felssturzgefahr bis Ende 2019 gesperrt

#### Vom Berghaus Vereina
- Ausgangspunkt: Berghaus Vereina (1942 m)
- Route: Durch das Jörital
- Als Wanderweg weiss-rot-weiss markiert
- Zeitaufwand: 2½ Stunden

#### Via Jöriflesspass
- Ausgangspunkt: Röven (1847 m)
- Route: Alp Fless Dadaint, Jöriflesspass (2558 m)
- Als Wanderweg weiss-rot-weiss markiert
- Zeitaufwand: 2¼ Stunden

## Galerie

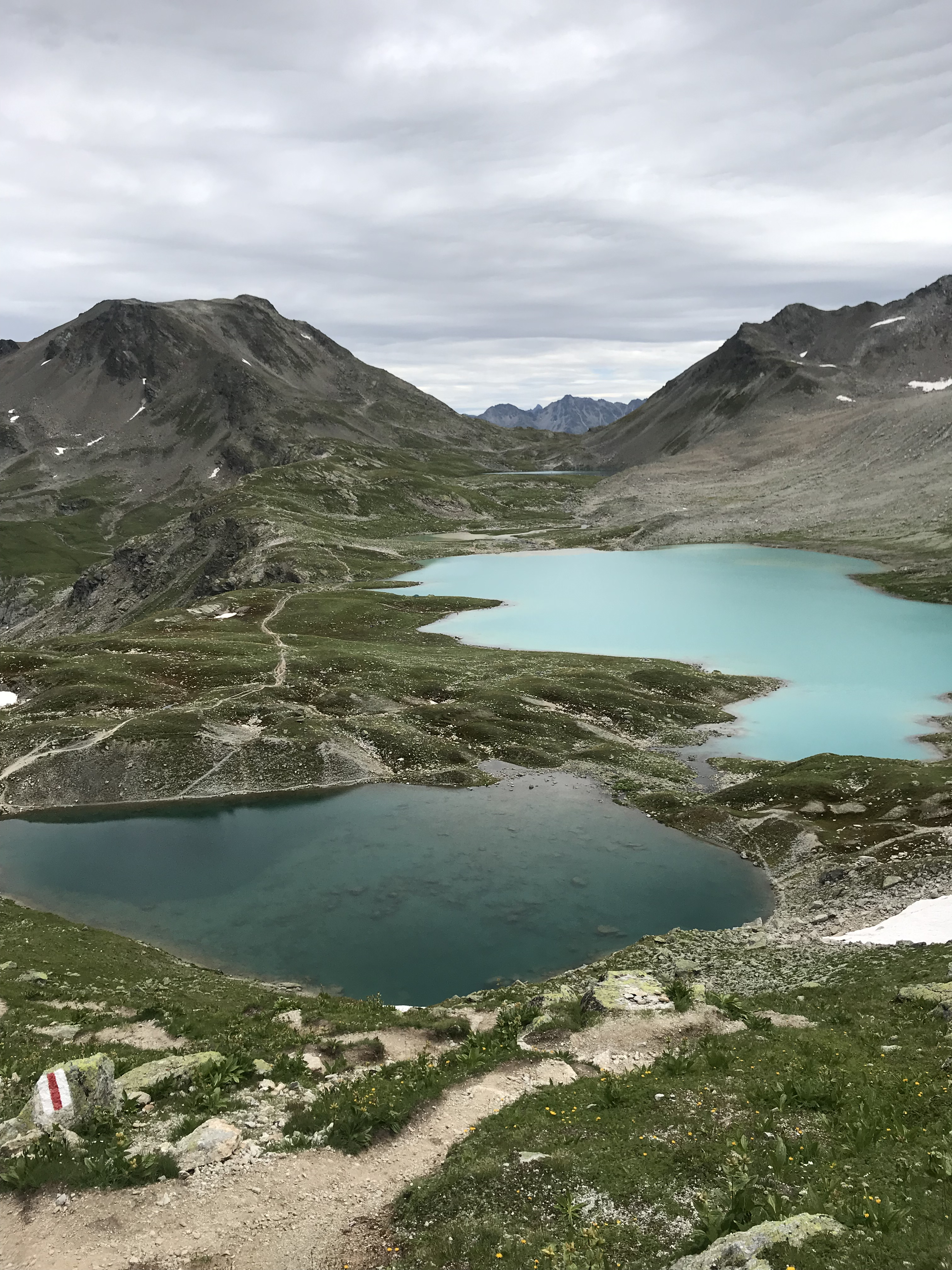
Blick auf die Jöriseen aus Nordwesten (via Jöriflüelafurgga)
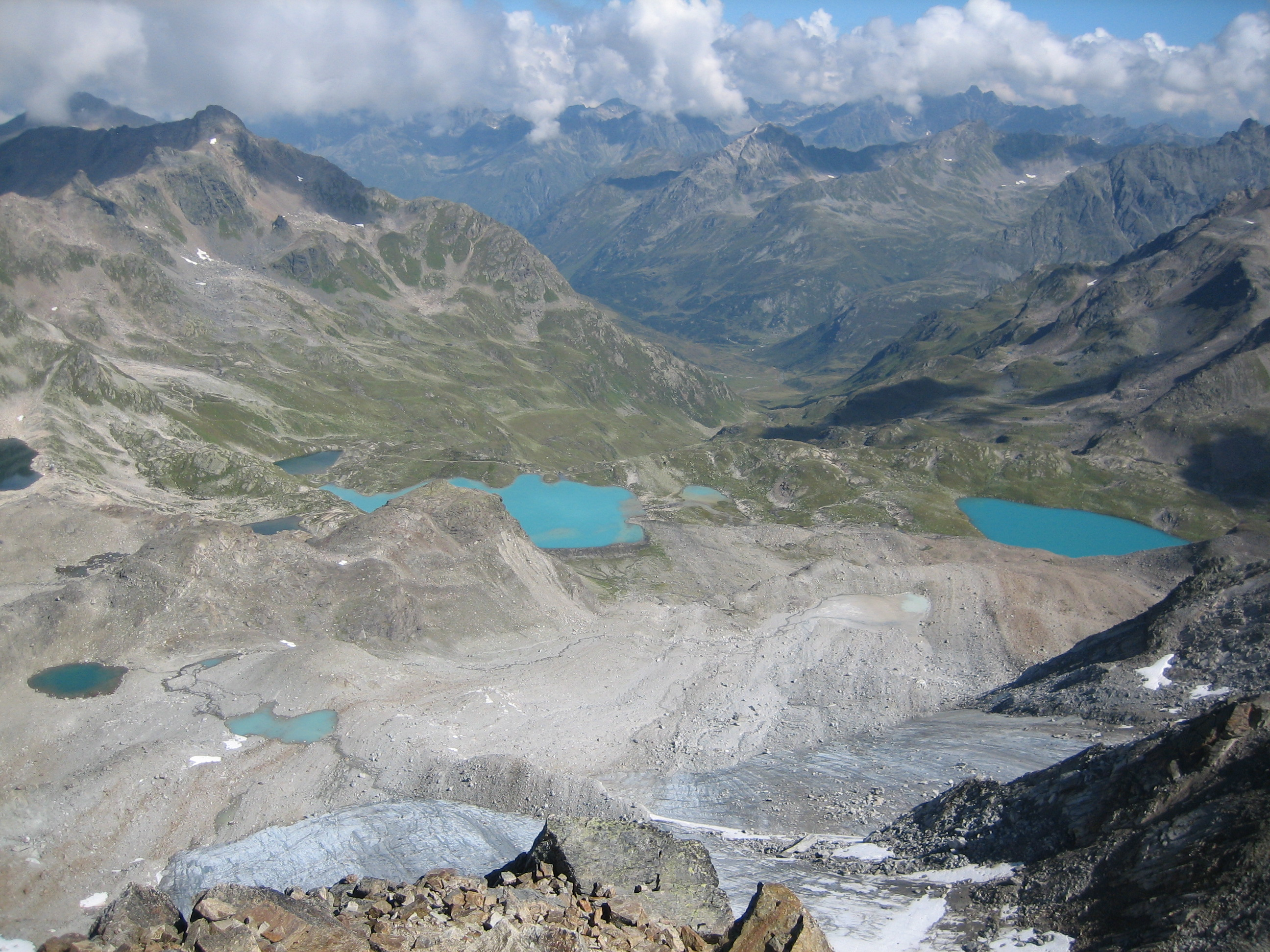
Jöriseen, vom Flüela Wisshorn aus fotografiert
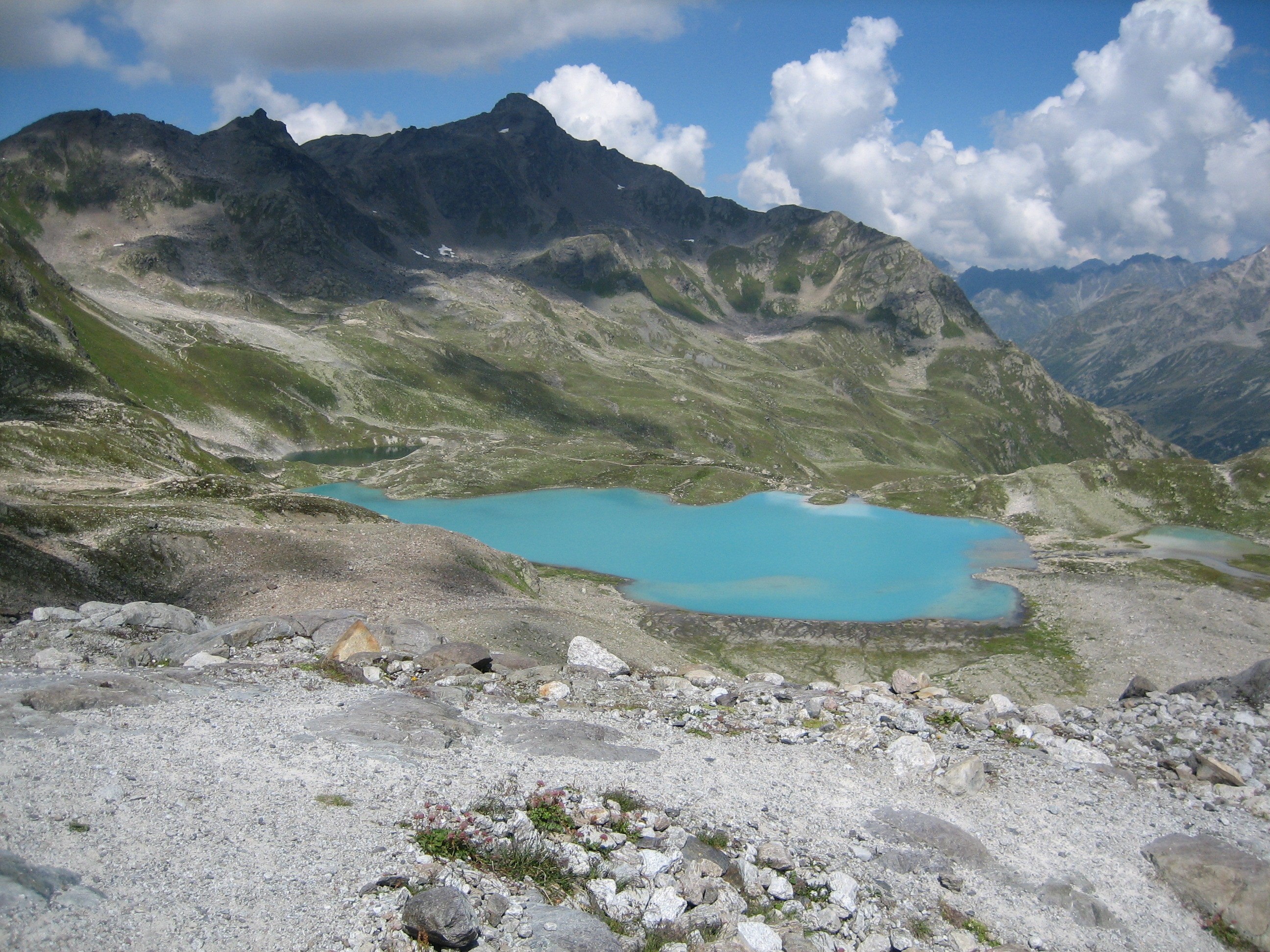
Im Hintergrund das Jörihorn und das Gorihorn/Isentällispitz (rechts)
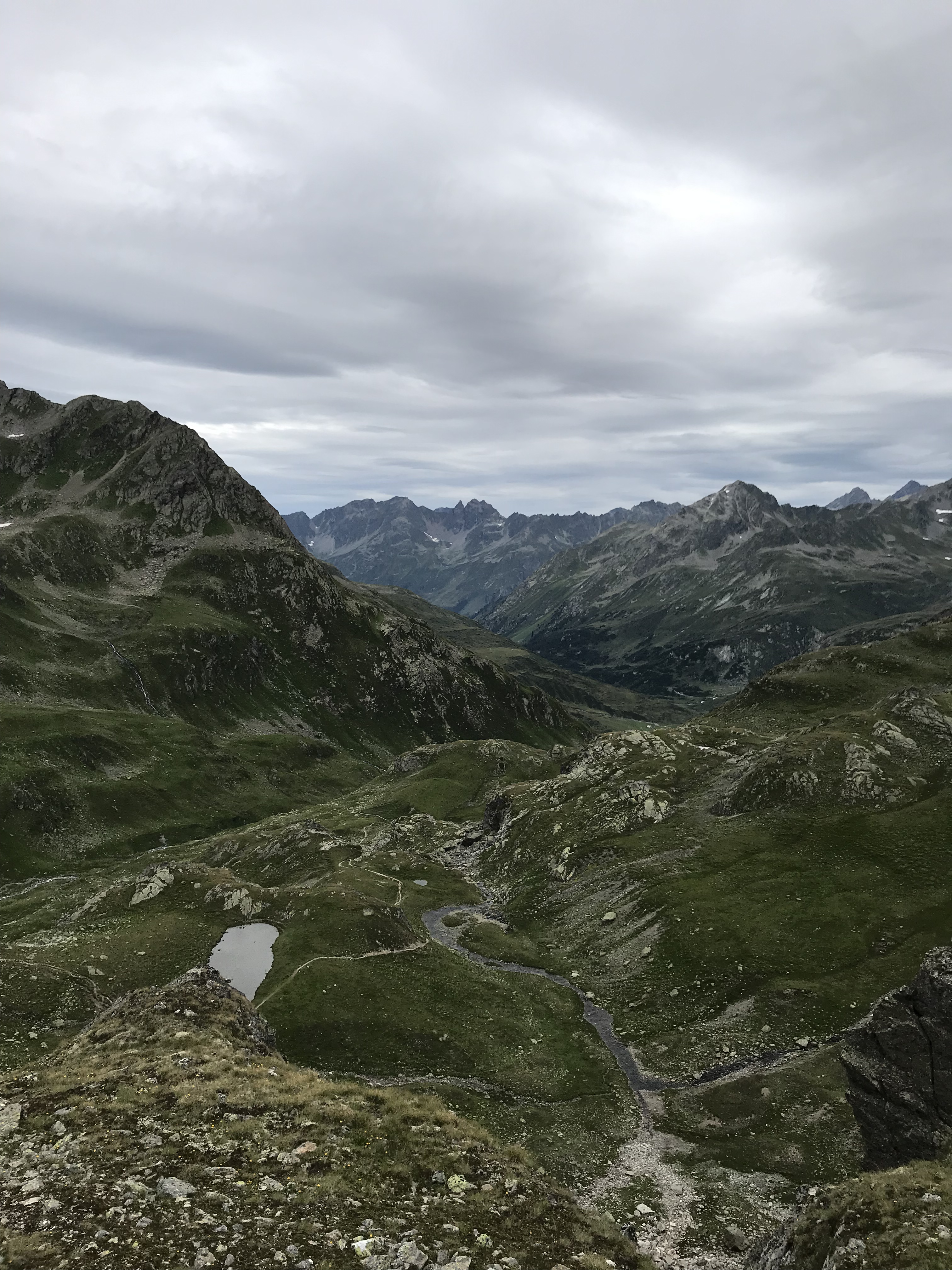
Blick nach Nordosten Richtung Jörital
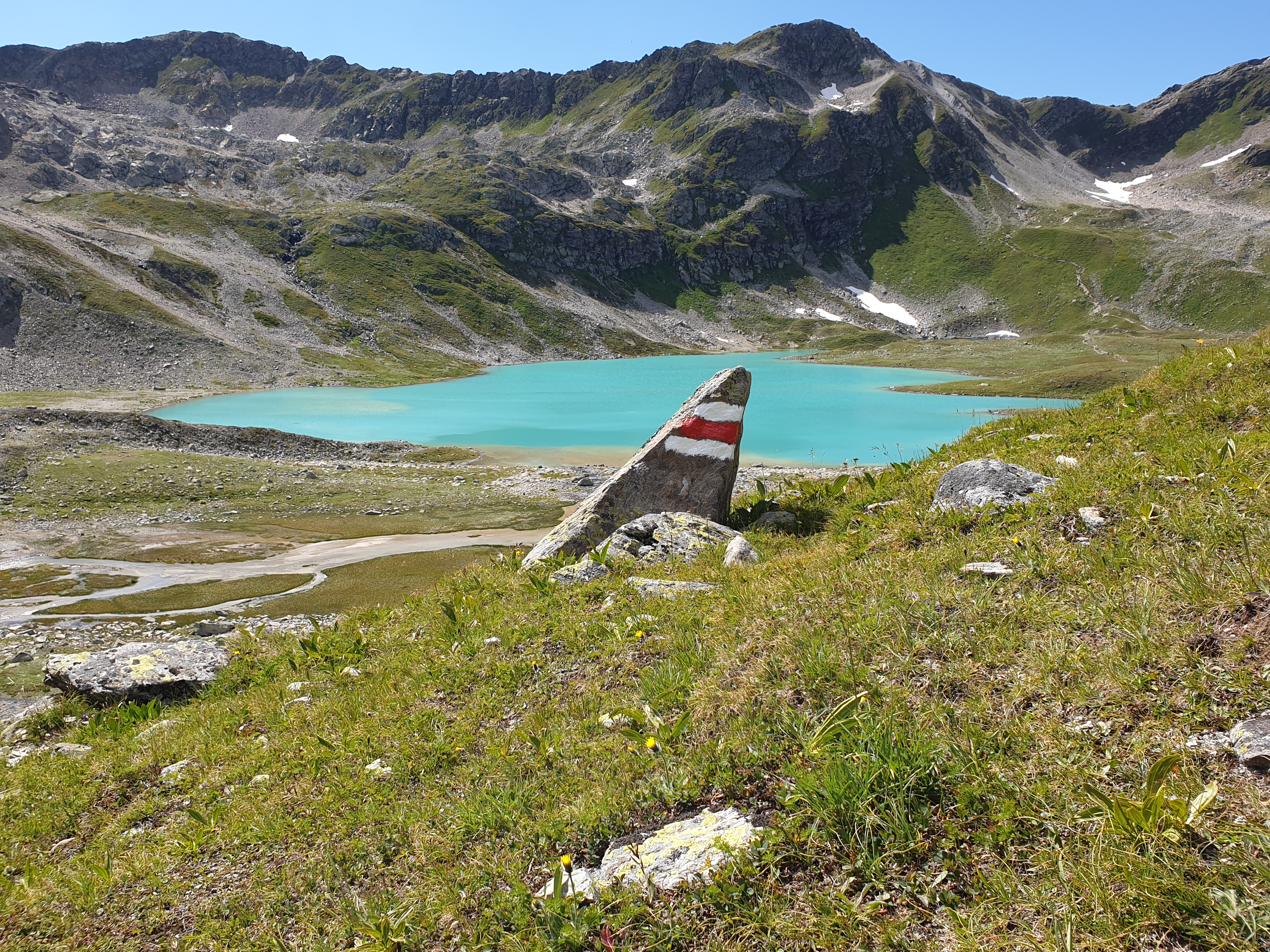
Der grösste Jörisee, aufgenommen von Nordosten
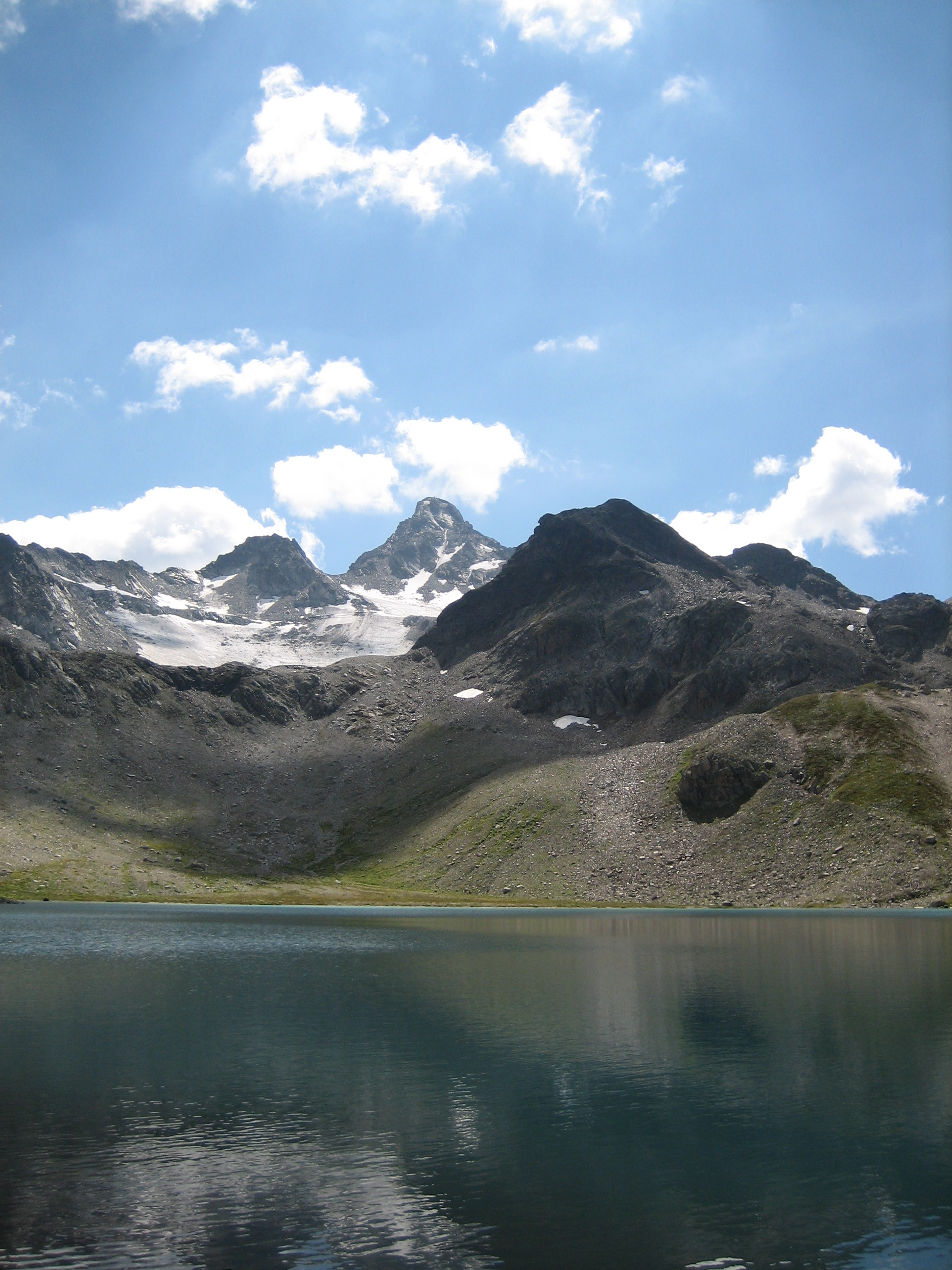
Flüela Wisshorn, von den Jöriseen aus betrachtet